# Commune fusionnée de Bernkastel-Kues
La Commune fusionnée de Bernkastel-Kues est une municipalité allemande située dans le land de Rhénanie-Palatinat et l'Arrondissement de Bernkastel-Wittlich.
La Commune fusionnée de Bernkastel-Kues consiste en cette liste d'Ortsgemeinden (municipalités locales) :
1. Bernkastel-Kues, ville
2. Brauneberg
3. Burgen
4. Erden
5. Gornhausen
6. Graach an der Mosel
7. Hochscheid
8. Kesten
9. Kleinich
10. Kommen
11. Lieser
12. Lösnich
13. Longkamp
14. Maring-Noviand
15. Minheim
16. Monzelfeld
17. Mülheim
18. Neumagen-Dhron
19. Piesport
20. Ürzig
21. Veldenz
22. Wintrich
23. Zeltingen-Rachtig